# Josefina Molina
Josefina Molina (Còrdova, 14 de novembre de 1936), primera dona diplomada en Direcció a l'Escuela Oficial de Cinematografía, és una directora de cine, guionista, realitzadora de televisió, novel·lista i directora d'escena espanyola, un referent per a les cineastes espanyoles. Es va obrir pas en el món del cinema i la televisió durant l’època franquista i va ser una de les principals realitzadores de televisió durant els anys 60, amb espais de prestigi com Hora Once o els mítics Estudio 1. Després de la llarga elaboració de la sèrie Teresa de Jesús (1984), va dirigir Esquilache (1989) i La Lola se va a los puertos (1993).
Al llarg de la seva extensa trajectòria professional, la realitzadora ha explicat històries en diferents formats i llenguatges, totes elles sobre una base literària. En teatre va dirigir la mítica Cinco horas con Mario (1979), monòleg sobre el text de la novel·la homònima de Miguel Delibes, interpretat per Lola Herrera. Aquesta mateixa versió donaria lloc, dos anys més tard, al film Función de noche (1981), una exploració del món de la parella a través de la relació personal entre dos actors, Lola Herrera i Daniel Dicenta, que s'interpreten a ells mateixos.

## Premis i reconeixements
El 1998 va rebre el Premi de l'Academia de la Televisió «a la millor Direcció i realització» per la sèrie Entre naranjos. I el 2003, el premi «Tota una vida» per la seva carrera.
Actualment, Molina és presidenta d’honor de l’Asociación de mujeres cineastas y de medios audiovisuales (CIMA), l’associació de dones cineastes que ella mateixa va fundar el 2006 juntament amb Chus Gutiérrez, Helena Taberna, Inés París, Isabel Coixet, Icíar Bollaín, Mireia Ros o Judith Colell, entre d'altres.
El mateix any 2006 obtingué la Medalla d’Or al Mèrit en les Belles Arts, i al 2011, la Medalla d'Or al Mèrit en el Treball.
L'any 2012 rebé el Premi Goya d’Honor, atorgat per l'Academia de las Artes y las Ciencias Cinematográficas de España, i el mateix any va rebre l'homenatge de l'Acadèmia del Cinema Català.
L'any 2015 va rebre el 7è Premi Participando Creamos Espacios de Igualdad, en la categoría Arte y Cultura, atorgat pel Consejo de las Mujeres del municipio de Madrid. El 2015 fou la primera cineasta a entrar a l'Academia de Bellas Artes de San Fernando com a acadèmica.
El 2019 va ser guardonada amb el Premi Nacional de la Cinematografia.